# رونان ویبرت
رونان ویبرت (انگلیسی: Ronan Vibert؛ زادهٔ ۱۹۶۴ (۶۰–۶۱ سال)) بازیگر اهل بریتانیا است.
از فیلم‌ها یا برنامه‌های تلویزیونی که وی در آن نقش داشته است می‌توان به افسانه مومیایی، پیانیست، تریستان و ایزولد، لارا کرافت مهاجم مقبره: گهواره حیات، سایه خون‌آشام، نجات آقای بنکس، میوی گربه، بیوولف و گرندل، قایقرانی با باد، هکس، هکس و ناگفته‌های دراکولا اشاره کرد.